# Dolmatovo
Dolmatovo (in lingua russa Долматово) è una città situata in Russia, nell'Oblast' di Arcangelo, nel Vel'skij rajon.